# Жаркент
Жарке́нт (каз. Жаркент) — місто, центр Панфіловського району Жетисуської області Казахстану. Адміністративний центр та єдиний населений пункт Жаркентської міської адміністрації.
Населення — 52361 особа (2021; 33350 у 2009, 32656 у 1999, 31106 у 1989).
Місто розташоване за 200 км на схід від залізничної станції Сариозек. Завод будматеріалів; харчова промисловість. Краєзнавчий музей.

## Історія
До 1942 року місто називалось Джаркент, до 1991 року — Панфілов. 2009 року до складу міста були включені сусідні села Єльтай та Єнбекші.

## Відомі особистості
В поселенні народились:
- Ісабекова Макпал Абдиманаповна (* 1984) — казахська естрадна співачка.